# Futbol'nyj Klub Zenit Sankt-Peterburg 2020-2021
Questa voce raccoglie le informazioni riguardanti lo Zenit Sankt-Peterburg nelle competizioni ufficiali della stagione 2020-2021.

## Maglie e sponsor
Lo sponsor tecnico per la stagione 2020-2021 è Nike mentre lo sponsor ufficiale è Gazprom.
| Casa | Trasferta |

## Rosa
| N. |                      | Ruolo | Calciatore         |
| -- | -------------------- | ----- | ------------------ |
| 2  | Russia (bandiera)    | D     | Dmitrij Čistjakov  |
| 3  | Brasile (bandiera)   | D     | Douglas Santos     |
| 4  | Russia (bandiera)    | D     | Danil Krugovoj     |
| 5  | Colombia (bandiera)  | C     | Wílmar Barrios     |
| 6  | Croazia (bandiera)   | D     | Dejan Lovren       |
| 7  | Iran (bandiera)      | A     | Sardar Azmoun      |
| 8  | Brasile (bandiera)   | A     | Malcom             |
| 11 | Argentina (bandiera) | A     | Sebastián Driussi  |
| 14 | Russia (bandiera)    | C     | Daler Kuzjaev      |
| 15 | Russia (bandiera)    | D     | Vjačeslav Karavaev |
| 17 | Russia (bandiera)    | C     | Andrej Mostovoj    |
| 18 | Russia (bandiera)    | C     | Jurij Žirkov       |
| 19 | Russia (bandiera)    | C     | Aleksej Sutormin   |
| 20 | Brasile (bandiera)   | C     | Wendel             |
| 21 | Russia (bandiera)    | C     | Aleksandr Erochin  |

| N. |                    | Ruolo | Calciatore          |
| -- | ------------------ | ----- | ------------------- |
| 22 | Russia (bandiera)  | A     | Artëm Dzjuba        |
| 27 | Russia (bandiera)  | C     | Magomed Ozdoev      |
| 36 | Russia (bandiera)  | A     | Stanislav Krapuchin |
| 38 | Russia (bandiera)  | C     | Leon Musaev         |
| 41 | Russia (bandiera)  | P     | Michail Keržakov    |
| 44 | Ucraina (bandiera) | D     | Jaroslav Rakyc'kyj  |
| 54 | Russia (bandiera)  | D     | Saba Sazonov        |
| 64 | Russia (bandiera)  | C     | Kirill Kravcov      |
| 71 | Russia (bandiera)  | P     | Daniil Odoevskij    |
| 75 | Russia (bandiera)  | D     | Sergej Čibisov      |
| 78 | Russia (bandiera)  | P     | Aleksandr Vasjutin  |
| 87 | Russia (bandiera)  | D     | Danila Prochin      |
| 92 | Russia (bandiera)  | A     | Daniil Šamkin       |
| 94 | Russia (bandiera)  | D     | Danila Chotulëv     |
| 99 | Russia (bandiera)  | P     | Andrej Lunëv        |

## Calciomercato

### Sessione estiva
| Acquisti         | Acquisti          | Acquisti               | Acquisti      |
| R.               | Nome              | da                     | Modalità      |
| ---------------- | ----------------- | ---------------------- | ------------- |
| D                | Aleksandr Anjukov | Kryl'ja Sovetov Samara | fine prestito |
| D                | Dmitrij Čistjakov | Rostov                 | prestito      |
| D                | Dejan Lovren      | Liverpool              | definitivo    |
| C                | Wendel            | Sporting Lisbona       | definitivo    |
| Altre operazioni |                   |                        |               |
| R.               | Nome              | da                     | Modalità      |
| D                | Danil Krugovoj    | Ufa                    | fine prestito |
| D                | Denis Terent'ev   | Ufa                    | fine prestito |
| C                | Hernani           | Parma                  | fine prestito |
| C                | Andrej Mostovoj   | Soči                   | fine prestito |
| A                | Aleksandr Kokorin | Soči                   | fine prestito |

| Cessioni         | Cessioni           | Cessioni      | Cessioni      |
| R.               | Nome               | a             | Modalità      |
| ---------------- | ------------------ | ------------- | ------------- |
| D                | Aleksandr Anjukov  |               | fine carriera |
| D                | Branislav Ivanović |               | svincolato    |
| D                | Emanuel Mammana    | Soči          | prestito      |
| D                | Yordan Osorio      | Porto         | fine prestito |
| D                | Igor' Smol'nikov   | Krasnodar     | svincolato    |
| C                | Emiliano Rigoni    | Elche         | prestito      |
| C                | Oleg Šatov         | West Bromwich | svincolato    |
| Altre operazioni |                    |               |               |
| R.               | Nome               | da            | Modalità      |
| D                | Denis Terent'ev    | Rostov        | definitivo    |
| C                | Hernani            | Parma         | definitivo    |
| A                | Aleksandr Kokorin  | Spartak Mosca | svincolato    |

### Sessione invernale
| Acquisti | Acquisti | Acquisti | Acquisti |
| R.       | Nome     | da       | Modalità |
| -------- | -------- | -------- | -------- |

| Cessioni | Cessioni           | Cessioni   | Cessioni   |
| R.       | Nome               | a          | Modalità   |
| -------- | ------------------ | ---------- | ---------- |
| P        | Aleksandr Vasjutin | Djurgården | prestito   |
| D        | Danila Prochin     | Soči       | prestito   |
| C        | Leon Musaev        | Rubin      | definitivo |

## Risultati

### Prem'er-Liga

#### Girone d'andata
| Arbitro: | Matjunin |

|  |           |                        |
|  | Marcatori | 21’ Dzjuba 79’ Driussi |

| Arbitro: | Kukujan |

|  |           |                       |
|  | Marcatori | 23’ Azmoun 87’ Lovren |

| Arbitro: | Meškov |

|                 |           |            |
| Azmoun 19’, 69’ | Marcatori | 26’ Vlašić |

| Arbitro: | Panin |

|                                                 |           |              |
| D. Santos 41’ Malcom 47’ Erochin 68’ Azmoun 74’ | Marcatori | 85’ Pančenko |

| Arbitro: | Vasiljev |

|            |           |  |
| Šunjić 40’ | Marcatori |  |

| Mosca 30 agosto 2020, ore 16:00 MSK 6ª giornata | Lokomotiv Mosca | 0 – 0 referto | Zenit San Pietroburgo | RŽD Arena (7 739 spett.)\| Arbitro: \| Moskalev \| |
| Arbitro:                                        | Moskalev        |               |                       |                                                    |

| Arbitro: | Kukujan |

|                                     |           |             |
| Mostovoj 25’ Dzjuba 31’ Erochin 86’ | Marcatori | 60’ Kavalëŭ |

| Arbitro: | Karasëv |

|              |           |           |
| Panjukov 69’ | Marcatori | 4’ Dzjuba |

| Arbitro: | Suchoj |

|                                                            |           |  |
| Azmoun 24’, 61’ Dzjuba 32’ (rig.), 72’, 88’ Sutormin 90+2’ | Marcatori |  |

| Arbitro: | Kukujan |

|           |           |             |
| Ponce 86’ | Marcatori | 65’ Erochin |

| Arbitro: | Ivanov |

|                                          |           |           |
| Karavaev 16’ Erochin 24’ D. Santos 90+3’ | Marcatori | 57’ Zaika |

| Arbitro: | Vološin |

|             |           |                           |
| Erochin 26’ | Marcatori | 43’ Despotović 69’ Jevtić |

| Arbitro: | Matjunin |

|  |           |                          |
|  | Marcatori | 18’ Mostovoj 78’ Erochin |

| Arbitro: | Moskalev |

|                                       |           |                 |
| Kuzjaev 64’ Dzjuba 79’ Sutormin 90+3’ | Marcatori | 16’ (rig.) Berg |

| Arbitro: | Karasëv |

|                         |           |                        |
| Berisha 26’, 53’ (rig.) | Marcatori | 16’ Kuzjaev 48’ Lovren |

#### Girone di ritorno
| Tula 28 novembre 2020, ore 14:00 MSK 16ª giornata | Arsenal Tula | 0 – 0 referto | Zenit San Pietroburgo | Stadio Arsenal (1 916 spett.)\| Arbitro: \| Kukuljak \| |
| Arbitro:                                          | Kukuljak     |               |                       |                                                         |

| Arbitro: | Panin |

|                                                             |           |             |
| Azmoun 17’, 22’, 76’ (rig.) Dzjuba 30’ (rig.) D. Santos 44’ | Marcatori | 82’ Šabolin |

| Arbitro: | Ivanov |

|                                   |           |                       |
| Dzjuba 14’, 34’ (rig.) Azmoun 84’ | Marcatori | 56’ (rig.) Komličenko |

| Arbitro: | Karasëv |

|                                      |           |                   |
| Azmoun 8’ Rakyc'kyj 73’ Dzjuba 90+3’ | Marcatori | 22’ (aut.) Lovren |

| Arbitro: | Matjunin |

|                                 |           |               |
| Pojarkov 73’ (aut.) Kuzjaev 77’ | Marcatori | 44’, 89’ Sowe |

| Arbitro: | Karasëv |

|                                     |           |            |
| Despotović 41’ (rig.) Makarov 90+2’ | Marcatori | 75’ Azmoun |

| Arbitro: | Meškov |

|                                                        |           |  |
| Karavaev 51’ Azmoun 65’ (rig.) Dzjuba 74’ Mostovoj 80’ | Marcatori |  |

| Arbitro: | Kukuljak |

|                                |           |                            |
| Rondón 28’ Vlašić 90+1’ (rig.) | Marcatori | 33’ Dzjuba 50’, 77’ Wendel |

| Arbitro: | Šadichanov |

|                               |           |  |
| Karavaev 45+2’ Mostovoj 90+2’ | Marcatori |  |

| Arbitro: | Moskalev |

|                |           |                 |
| Burmistrov 58’ | Marcatori | 63’, 80’ Azmoun |

| Arbitro: | Ivanov |

|               |           |                         |
| Ionov 7’, 60’ | Marcatori | 75’ Azmoun 86’ Mostovoj |

| Arbitro: | Meškov |

|                                                                                     |           |  |
| Kverkvelia 45+2’ (aut.) Malcom 56’ Mostovoj 65’ Dzjuba 75’ Erochin 77’ Sutormin 87’ | Marcatori |  |

| Arbitro: | Karasëv |

|                                                          |           |            |
| Dzjuba 19’, 51’ Azmoun 39’, 45+3’ (rig.), 46’ Malcom 67’ | Marcatori | 56’ Kamano |

| Ufa 8 maggio 2021, ore 16:00 YEKT 29ª giornata | Ufa      | 0 – 0 referto | Zenit San Pietroburgo | Stadio Neftjanik (9 660 spett.)\| Arbitro: \| Moskalev \| |
| Arbitro:                                       | Moskalev |               |                       |                                                           |

| Arbitro: | Frolov |

|              |           |                                               |
| Klimov 45+1’ | Marcatori | 11’, 55’, 72’, 74’ Dzjuba 90+3’ (aut.) Vasiev |

### Coppa di Russia
| Arbitro: | Vasiljev |

|             |           |                               |
| Kuzjaev 19’ | Marcatori | 25’ Pančenko 37’ (rig.) Bauer |

### Champions League

#### Fase a gironi
| Arbitro: | Bastien |

|                    |           |                               |
| Horvath 74’ (aut.) | Marcatori | 63’ Dennis 90+3’ De Ketelaere |

| Arbitro: | Kuipers |

|                                |           |  |
| Sancho 78’ (rig.) Håland 90+1’ | Marcatori |  |

| Arbitro: | Soares Dias |

|             |           |             |
| Erochin 32’ | Marcatori | 82’ Caicedo |

| Arbitro: | Oliver |

|                                    |           |            |
| Immobile 8’ (rig.), 55’ Parolo 22’ | Marcatori | 25’ Dzjuba |

| Arbitro: | Gözübüyük |

|                                              |           |  |
| De Ketelaere 33’ Vanaken 58’ (rig.) Lang 73’ | Marcatori |  |

| Arbitro: | Kovács |

|             |           |                         |
| Driussi 16’ | Marcatori | 68’ Piszczek 78’ Witsel |

### Supercoppa di Russia
| Arbitro: | Vilkov |

|                       |           |             |
| Dzjuba 14’ Ozdoev 69’ | Marcatori | 71’ Ćorluka |

## Statistiche

### Statistiche di squadra
| Competizione         | Punti | In casa | In casa | In casa | In casa | In casa | In casa | In trasferta | In trasferta | In trasferta | In trasferta | In trasferta | In trasferta | Totale | Totale | Totale | Totale | Totale | Totale | DR  |
| Competizione         | Punti | G       | V       | N       | P       | Gf      | Gs      | G            | V            | N            | P            | Gf           | Gs           | G      | V      | N      | P      | Gf     | Gs     | DR  |
| -------------------- | ----- | ------- | ------- | ------- | ------- | ------- | ------- | ------------ | ------------ | ------------ | ------------ | ------------ | ------------ | ------ | ------ | ------ | ------ | ------ | ------ | --- |
| Prem'er-Liga         | 65    | 15      | 13      | 1       | 1       | 53      | 13      | 15           | 6            | 7            | 2            | 23           | 13           | 30     | 19     | 8      | 3      | 76     | 26     | +50 |
| Coppa di Russia      | –     | 1       | 0       | 0       | 1       | 1       | 2       | 0            | 0            | 0            | 0            | 0            | 0            | 1      | 0      | 0      | 1      | 1      | 2      | -1  |
| Champions League     | 1     | 3       | 0       | 1       | 2       | 3       | 5       | 3            | 0            | 0            | 3            | 1            | 8            | 6      | 0      | 1      | 5      | 4      | 13     | -9  |
| Supercoppa di Russia | –     | 0       | 0       | 0       | 0       | 0       | 0       | 1            | 1            | 0            | 0            | 2            | 1            | 1      | 1      | 0      | 0      | 2      | 1      | +1  |
| Totale               | 66    | 19      | 13      | 2       | 4       | 57      | 20      | 19           | 7            | 7            | 5            | 26           | 22           | 38     | 20     | 9      | 9      | 83     | 42     | -41 |

### Andamento in campionato
| Giornata  | 1 | 2 | 3 | 4 | 5 | 6 | 7 | 8 | 9 | 10 | 11 | 12 | 13 | 14 | 15 | 16 | 17 | 18 | 19 | 20 | 21 | 22 | 23 | 24 | 25 | 26 | 27 | 28 | 29 | 30 |
| --------- | - | - | - | - | - | - | - | - | - | -- | -- | -- | -- | -- | -- | -- | -- | -- | -- | -- | -- | -- | -- | -- | -- | -- | -- | -- | -- | -- |
| Luogo     | T | T | C | C | T | T | C | T | C | T  | C  | C  | T  | C  | T  | T  | C  | C  | C  | C  | T  | C  | T  | C  | T  | T  | C  | C  | T  | T  |
| Risultato | V | V | V | V | P | N | V | P | V | N  | V  | P  | V  | V  | N  | N  | V  | V  | V  | N  | P  | V  | V  | V  | V  | N  | V  | V  | N  | V  |
| Posizione | 2 | 1 | 1 | 1 | 1 | 2 | 1 | 1 | 1 | 1  | 1  | 3  | 2  | 2  | 2  | 1  | 1  | 1  | 1  | 1  | 1  | 1  | 1  | 1  | 1  | 1  | 1  | 1  | 1  | 1  |

Legenda:

Luogo: C = Casa; T = Trasferta. Risultato: V = Vittoria; N = Pareggio; P = Sconfitta.